# Vianon
Der Vianon ist ein Fluss in Frankreich, der im Département Corrèze in der Region Nouvelle-Aquitaine verläuft. Er entspringt im Gemeindegebiet von Saint-Angel, im Regionalen Naturpark Millevaches en Limousin, entwässert generell Richtung Süd durch ein dünn besiedeltes Gebiet und mündet nach rund 28 Kilometern an der Gemeindegrenze von Lamazière-Basse und Saint-Pantaléon-de-Lapleau im Staubereich der Barrage de la Luzège als linker Nebenfluss in die Luzège.

## Orte am Fluss
- Palisse
- Saint-Hilaire-Luc